# Ivančice
Ivančice (tjekkisk udtale: [ˈɪvantʃɪtsɛ] ; tysk: Eibenschütz  , jiddisch: אייבעשיץ) er en by i distriktet Brno-venkov (Brno landdistrikt)  i  regionen Sydmæhren i Tjekkiet  med omkring 9.900 indbyggere. Den historiske bymidte er velbevaret og er beskyttet ved lov som en urban monumentzone.
Landsbyerne Alexovice, Budkovice, Hrubšice, Letkovice, Němčice og Řeznovice er administrative dele af Ivančice.

## Geografi
Ivančice ligger omkring 18 km  sydvest for Brno. Det ligger i Boskovice-furen ved sammenløbet af floderne Oslava, Jihlava og Rokytná. Det højeste punkt er på 409 meter  over havets overflade.

## Historie
Den første skriftlige omtale af Ivančice er fra 1212. I 1288 blev det en kongeby for kong Wenceslaus 2. I 1304 blev byen brændt ned af Kumaner. I 1424–1435 blev byen besat af husitterne. Ivančice ophørte med at være en kongelig by i 1486, da den blev erhvervet af Pernštejn-familien og senere af Lords of Lipá.1
I det 16. århundrede blev Ivančice centrum for mæhrisk uddannelse takket være De bøhmiske brødre. Byen blomstrede frem til 30-årskrigen, hvor den blev plyndret af Gabriel Bethlens tropper og senere besat af den svenske hær. Krigen blev efterfulgt af en pestepidemi, og mange huse forblev øde. Byen formåede dog langsomt at komme sig.

## Seværdigheder
Det centrale torvs vartegn er Jomfru Marias himmelfartskirke. Det er en gotisk bygning med et prismatisk tårn. Midt på pladsen er en Mariasøjle fra 1726 og et springvand med en statue af Sankt Florian.
Renæssancebygningen det gamle rådhus fra 1544 rummer et museum med monument af Alfons Mucha, som blev født her. Museet har også en udstilling om liv og arbejde af skuespilleren Vladimír Menšík, en anden berømt indfødt.  I dag fungerer det som rådhus.
Kirken af Sankt Peter og Paul i Řeznovice er det mest bemærkelsesværdige bygningsværk i byen. Det er en romansk bygning fra første halvdel af det 12. århundrede.
Et teknisk monument er jernbaneviadukten over Jihlava-floden fra 1870, som er 42 meter høj.